# ミヅマアートギャラリー
座標: 北緯35度41分48.14秒 東経139度44分21.18秒 / 北緯35.6967056度 東経139.7392167度
ミヅマアートギャラリー（MIZUMA Art Gallery）は、日本の美術展示スペース。

## 概要
1994年、三潴末雄が東京・青山で創業。日本国内外の現代美術家を中心に取り扱う。日本的なモチーフを用いる現代作家が多く、代表的な取り扱い作家として、会田誠、山口晃、天明屋尚などがあげられる。近年はアートフェアーへの参加など、海外進出に力を入れており、日本、アジアの若手作家を中心にその育成、発掘、紹介を行っている。2008年4月に北京に拠点「Mizuma & One Gallery」をオープンした。2009年11月、市谷田町に「Mizuma Art Gallery」をオープン。市谷田町を「ミヅマアートギャラリー」として、中目黒を「ミヅマアクション」として始動（「ミヅマアクション」は2011年9月1日より休廊）。2008年に北京にMizuma & One Gallery (2014年閉鎖)、2012年にシンガポールのギルマンバラックスにMizuma Galleryを開廊した。

## 主な展覧会歴
- 2017年
  - 天明屋尚「形質転換」展

- 2016年
  - 山口晃「室町バイブレーション」
  - ヘリドノ展「HERIDONOLOGY」
  - 「眼差しと好奇心―anomaly―」
  - 会田誠展「はかないことを夢もうではないか、そうして、事物のうつくしい愚かしさについて思いめぐらそうではないか。」
  - O JUN展「飛び立つ鳩に、驚く私」
  - 棚田康司展「バンドゥン スケッチ」
  - 岡本瑛里展「対流圏」
  - 杜昆 展「众杰戦澂 ロック神たちの祝祭」

- 2015年
  - 天明屋尚×インディゲリラ展
  - 米谷　健＋ジュリア展 「Wishes」
  - 天野喜孝展「AURUM」
  - 「BEYOND STUFF」
  - 堀浩哉展「滅びと再生の庭」
  - 青山悟展「名もなき刺繍家たちに捧ぐ」
  - 熊澤未来子展「咆哮」
  - 宇佐美雅浩展「Manda-la」
  - 山本昌男展「浄」

- 2014年
  - 森淳一展「tetany」
  - 天明屋尚「韻 ?」展
  - "The Breath of Nasirun" -伝統の変容-
  - 山本竜基 展
  - 榮榮&映里「妻有物語」
  - 筒井伸輔展
  - アルベルト・ヨナサン「Enshrined」
  - 会田誠展「もう俺には何も期待するな」

- 2013年
  - 天野喜孝展「TOKYO SYNC」
  - ジェーン・リー展「秘密の庭」
  - 近藤聡乃展「KiyaKiya 1/15秒」
  - 宮永愛子展「house」
  - O JUN展「夢見る、さんの丞」
  - 常設展

- 2012年
  - 山口藍展 「ほし」
  - 天明屋尚「韻」展
  - 青山悟展「The Man-Machine(Reprise)」Featuring 平石博一
  - 岡田裕子展 「No Dress Code」
  - 紫舟+チームラボ　「世界はこんなにもやさしく、うつくしい」
  - 真島直子展「妖精」
  - 指江昌克展「見えざる手」
  - オ・チギュン展

- 2011年
  - 森淳一展「trinitite」
  - 近藤聡乃 展 「KiyaKiya」
  - Susan Philipsz "Did I Dream You Dreamed About Me"
  - 棚田康司 展 「生える少年」
  - 金子富之展 「妖怪実体化」
  - 堀浩哉 展「起源 -naked place-」
  - 宮崎勇次郎展「青と緑と富士山」
  - 青山悟 個展「芸術家は人生において6本の薔薇を真剣につくらねばならない」
  - 木村了子展「楽園」
  - 宮永愛子展「景色のはじまり-金木犀-」
  - 山田郁予展「絶対、一生、金輪際」
  - HIROMI Something Lolita
  - 鴻池朋子 展 「隱れマウンテン　 逆登り」
  - 山本竜基 展
  - 大島梢 展「星図」

- 2010年
  - 池田学 展 「焦点」
  - 2F 岡本瑛里 展 「謡にまみえに」 ５Ｆ グループ展 「眼差しと好奇心 vol.6」
  - 野田仁美展「子供の情景」
  - 山口晃 展「いのち丸」
  - 松蔭浩之 展 「KAGE」
  - 石井亨 展「都市の時間」
  - ジュン・グエン＝ハツシバ展
  - 2F 丸田斎 展「平和と波動」　５Ｆ グループ展 「眼差しと好奇心 vol.6」
  - 筒井伸輔 展
  - 熊澤未来子 展
  - 会田誠 展 「絵バカ」
  - KYOTARO展「妖精たちの行く道－I SAW A LOT OF FAIRIES 2004-2010」
  - 真島直子 展 「密林にて」
  - O JUN 展 「O JUNの山」
  - 山口藍 展 「きゆ」
  - 烏丸由美 展 「ぼくたちの東京ストーリーズ。」
  - 天明屋尚 展　「風流（ふりゅう）」

- 2009年
  - 指江昌克 展 「デファクトスタンダード」
  - 《November Steps -Susan Phillipsz & Gallery Artists-》
  - O JUN, 森淳一 展 「痙攣子（けいれんし）」
  - 岡田裕子 展 「翳りゆく部屋」
  - サーラ・ドラタバディ展 ｢Pejvak (god is great)」
  - 山本昌男 展「川」
  - 倉重迅 展「Hollow Point」
  - 大島梢展「図鑑」
  - 太田麻里 展
  - 宮永愛子展「はるかの眠る舟」
  - 加藤 愛「きゅぴんッ展」
  - 棚田康司 展　「結ぶ少女」
  - 青山悟 展「Glitter Pieces #1-22：連鎖／表裏」
  - 山本竜基 展　「私 心 景」

- 2008年
  - 池田学 展
  - 天明屋尚展「闘魂」
  - 会田誠 展 「ワイはミヅマの岩鬼じゃーい！！」
  - KYOTARO展　「天界トリップ」
  - 近藤聡乃展「果肉」
  - グループ展「眼差しと好奇心」Vol.4
  - グループ展 『ORDER RECEIVED』
  - 鴻池朋子展「隠れマウンテン＆ザ・ロッジ」
  - Sissi "Over the glance ties the rope"
  - Paul Johnson 'Sensitive Chaos'

- 2007年
  - 筒井伸輔 展
  - 真島直子 展 「密林にて」
  - 青山悟 「Crowing in the studio」
  - ジュン・グエン＝ハツシバ「The Ground, the Root, and the Air (グラウンド、ルーツ、エアー)」
  - 自画像展"S(h)itting in the mirror"オレにはオレがこう見える
  - 会田誠　「My県展」
  - 松蔭浩之"ECHO"
  - コレクション展（OJUN/佐藤純也）
  - 会田誠・岡田(会田）裕子・会田寅次郎　三人展
  - 山口晃展
  - ジェンス・ハーニング「NEW LIFE」
  - ティム・スティール「New Work」

## 交通・開館日時
「ミヅマアートギャラリー」市谷田町
- 所在地
  - 〒162-0843 東京都新宿区市谷田町3-13 神楽ビル2F

- 最寄り駅
  - 有楽町線・南北線市ケ谷駅5出口より徒歩5分
  - JR飯田橋駅西口、東西線・有楽町線・南北線飯田橋駅B2a出口より徒歩8分

- 開廊時間
  - 火曜日から土曜日の11:00-19:00

## ミヅマアートギャラリー取り扱い作家
- 会田誠
- 青山悟
- 池田学 (画家)
- 池松江美
- OJUN
- 岡田裕子
- 岡本瑛里
- 烏丸由美
- 倉重迅
- 鴻池朋子
- Hirofu ISO / Komainu
- 近藤聡乃
- ジャンヌ・スースプルガス
- ジム・ランビー
- ジュン・グエン・ハツシバ
- スーザンフィリップス
- パリ アート ギャラリー
- 棚田康司
- 筒井伸輔
- 天明屋尚
- 野田幸江
- 真島直子
- 松蔭浩之
- 宮永愛子
- もとみやかをる
- 山口藍
- 山口晃
- 山本昌男
- 山本竜基
- ヨ・スンホ

- マリオ・A
- 間島領一

インジー・エヴィネー 
キャサリン・ヤス 
キャサリン・リー 
グエン・クオン・フイ 
グエン・バーン・クーン 
グエン・ミン・タン 
グラハム・リトル 
スザンヌ・トリスター 
デイヴィッド・トレムレット 
ティム・スティール 
ニール・ラミング 
パトリック・トザニ 
ピーター・ドナルドソン 
ポール・ジョンソン

## リンク
- ミヅマアートギャラリー公式ページ